# Elizabeth Aldworth
A Honorável Elizabeth Aldworth (Condado de Cork, 1693 – Condado de Cork, 1773),  nascida Elizabeth St. Leger, conhecida em sua época como a "Senhora Maçon", foi a primeira mulher a ser iniciada na maçonaria regular. 
Era filha de Arthur St. Leger, visconde de Doneraile, do Condado de Cork, na Irlanda. Em 1713, Elizabeth casou-se com Richard Aldworth, Esquire.
A data de sua iniciação à maçonaria é incerta mas, segundo algumas indicações, teria sido antes da morte de seu pai, em 1727.
Segundo a tradição acerca da iniciação de Elizabeth, ela teria dormido enquanto lia na biblioteca de sua casa. Na sala contígua, acontecia uma reunião da loja maçônica da qual participava também seu pai. Ao acordar com o rumor das vozes, ela teria espiado o que se passava na sala adjacente, depois de afastar um tijolo solto na parede. Acabou por ser descoberta pelo mordomo da casa, que também era o Tyler (guarda externo da loja maçônica). A situação foi discutida pela loja. Ficou decidido, então, que ela deveria ser iniciada à maçonaria, tornando-se assim a primeira mulher maçon da história.
No entanto parece não haver evidências de que ela tenha sido Mestre de uma loja ou que tenha frequentado regularmente as cerimônias maçônicas.
Embora geralmente encarada como uma "maçon irregular" pela comunidade maçónica, Aldworth tem sido considerada por algumas lojas, especialmente, por aquelas que praticam uma política de co-maçons em relação a seus membros.
Objetos de  Elizabeth Aldworth estão em exposição no Salão Maçônico de Tuckey Street, em Cork City. 

## Outras leituras
The Hon. Miss St. Leger and Freemasonry. Ars Quatuor Coronatorum vol viii (1895) pp. 16-23, 53-6. vol. xviii (1905) pp. 46